# Ernst Herbert Lehmann
Ernst Herbert Lehmann (* 17. Januar 1908 in Niedersedlitz bei Dresden; † 1996) war ein deutscher Zeitungswissenschaftler mit dem Spezialgebiet Zeitschriften.

## Leben
Geboren in Niedersedlitz, lebte er ab Anfang 1914 in Sayda, wo sein Vater Direktor der Stadtschule war. Von 1920 bis 1928 besuchte er das humanistische Gymnasium in Freiberg. Anschließend studierte er Kunstgeschichte, Zeitungswissenschaft und Kulturgeschichte an den Universitäten München, Berlin und Leipzig. Am 23. Dezember 1931 wurde er an der Universität Leipzig bei Leo Bruhns und Erich Everth promoviert. Von 1931 bis 1934 war er Mitarbeiter der Redaktion des Allgemeinen Lexikons der Bildenden Künstler von der Antike bis zur Gegenwart in Leipzig, daneben hatte er 1932/33 ein Stipendium der Notgemeinschaft der deutschen Wissenschaft, um seine Zeitschriftenforschungen fortzuführen.
Im Mai 1934 wurde er Referent der neu geschaffenen Zeitschriftenabteilung des Instituts für Zeitungswissenschaft in Berlin. 1935 wurde er an der Universität Heidelberg habilitiert (Dr. rer. pol. habil.). 1936 erhielt er einen Lehrauftrag für Zeitschriftenwesen an der Universität Berlin, im selben Jahr einen weiteren an der Universität Münster. Ab 1939 war er Referent, ab 1943 Regierungsrat im Reichsministerium für Volksaufklärung und Propaganda im Referat 3: Allgemeine Zeitschriftenpresse – Inland der Presseabteilung.
Nach 1945 war er politisch so belastet, dass er nicht mehr auf dem Gebiet der Zeitungswissenschaft arbeiten konnte. Er ließ sich in Stuttgart nieder, machte eine Ausbildung zum „Tiefenpsychologen“ und führte ab 1951 eine eigene Praxis als Psychotherapeut.
Er sammelte Bücher, seine Bibliothek wurde 1997 versteigert.

## Veröffentlichungen (Auswahl)
- Die Anfänge der Kunstzeitschrift in Deutschland. Leipzig, Hiersemann 1932 (Dissertation, mit Lebenslauf).
- Die ersten Zeitschriften des Erzgebirge. In: Glückauf! Zeitschrift des Erzgebirgsvereins 52, 1932, S. 133–136.
- mit Paul Ortwin Rave: Akademie, in: Reallexikon zur Deutschen Kunstgeschichte, Bd. 1, Stuttgart 1933, Sp. 243–262.
- Geschichte des Konversationslexikons. Brockhaus, Leipzig 1934.
- Deutsches Kunstempfinden. Der Kamp um deutsches Volkstum im Spiegel alter Zeitschriften. Bibliographisches Institut, Leipzig 1935.
- Einführung in die Zeitschriftenkunde. Hiersemann, Leipzig 1936.
- Gestaltung der Zeitschrift. Hiersemann, Leipzig 1938.
- Die deutsche Zeitschrift im politischen Kampf, Hiersemann, Leipzig 1938.
- Ein deutscher Verlag: Heinrich Beenken Verlag, 1888–1938. H. Beenken, Berlin 1938.
- Das rassisch Minderwertige in der bolschewistischen Presse. In: Neues Volk 6, 1938, Heft 8. S. 8–15.
- Wie sie lügen. Beweise feindlicher Hetzpropaganda. Nibelungen, Berlin 1939.
- Die Kennzeichnung des Juden. In: Die Aktion 3, 1942, S. 248–254.
- mit anderen: Kriegsschuld und Presse. Gemeinschaftsarbeit deutscher Zeitungswissenschaftler im Auftrag der Reichsdozentenführung. Beiträge. F. Willmy, Nürnberg 1944.
- (als Dr. habil Ernst Lehmann): Arbeit und Freizeit. Mensch und Arbeit (= Schriftenreihe der Arbeitsgemeinschaft zur Förderung der Arbeitsbeziehungen in Baden-Württemberg 9). Stuttgart 1956.